# Cryptaranea
Cryptaranea is een geslacht van spinnen uit de  familie van de wielwebspinnen (Araneidae).

## Soorten
- Cryptaranea albolineata (Urquhart, 1893)
- Cryptaranea atrihastula (Urquhart, 1891)
- Cryptaranea invisibilis (Urquhart, 1892)
- Cryptaranea stewartensis Court & Forster, 1988
- Cryptaranea subalpina Court & Forster, 1988
- Cryptaranea subcompta (Urquhart, 1887)
- Cryptaranea venustula (Urquhart, 1891)